# Olten
Olten je grad na rijeci Aare, u kantonu Solothurn na sjeverozapadu Švicarske.

## Znamenitosti
- Spomenik slobode kršćanstva u Oltenu, podignut 2013., nalazi se u vrtu Hrvatske kuće.